# Italiaanse presidentsverkiezing 2013
Een indirecte presidentiële verkiezing wordt sinds 18 april 2013 gehouden in Italië. De leden van het Parlement en de regionale delegaties zijn stemgerechtigd. De meeste van deze leden zijn gekozen tijdens de Italiaanse parlementsverkiezingen 2013. Als de president van Italië vertegenwoordigt hij of zij de  nationale eenheid en garandeert dat de Italiaanse politiek zich houdt aan de grondwet, in het kader van een parlementair stelsel. Voor de zesde stemronde op 20 april 2013  maakte president Giorgio Napolitano bekend dat hij zich opnieuw kandidaat stelde voor een tweede termijn om de politieke impasse te doorbreken. Tijdens het tellen van de stemmen van de zesde stemronde werd bekend dat president Giorgio Napolitano zeker was van 504 stemmen en dat hij was herkozen.

## Procedure
Volgens de Italiaanse grondwet, moeten de verkiezingen worden gehouden in de vorm van geheime stemming, met de senatoren, de afgevaardigden en 58 regionale vertegenwoordigers. De verkiezing wordt gehouden in het Palazzo Montecitorio de thuisbasis van de Camera dei deputati. De eerste drie stemmingen vereisen een tweederdemeerderheid van de 1007 stemgerechtigden om een president te kiezen, in dit geval 672 stemmen. Vanaf de vierde stemronde is een  meerderheid van 504 stemmen voldoende. De verkiezing werd geleid door Laura Boldrini de voorzitter van de Camera dei deputati die de leiding had over het   tellen van de stemmen. Een presidentiële termijn duurt zeven jaar. De betreffende termijn van Giorgio Napolitano eindigde op 15 mei 2013. Op 22 april 2013 werd Napolitano opnieuw beëdigd als president.

## Uitslag
In de eerste 3 stemrondes was er een meerderheid nodig van 672 stemmen. Vanaf de 4e stemronde is een meerderheid voldoende van 504 stemmen.
| Kandidaat                  | 1e ronde | 2e ronde | 3e ronde | 4e ronde | 5e ronde | 6e ronde |
| -------------------------- | -------- | -------- | -------- | -------- | -------- | -------- |
| Franco Marini              | 521      | 15       | 6        | 3        | 2        | –        |
| Stefano Rodotà             | 240      | 230      | 250      | 213      | 210      | 217      |
| Sergio Chiamparino         | 41       | 90       | 4        | –        | –        | –        |
| Romano Prodi               | 14       | 13       | 22       | 395      | –        | 2        |
| Emma Bonino                | 13       | 10       | 4        | –        | 9        | –        |
| Massimo D'Alema            | 12       | 38       | 34       | 15       | 2        | 4        |
| Giorgio Napolitano         | 10       | 4        | 12       | 2        | 20       | 738      |
| Anna Finocchiaro           | 7        | 4        | –        | –        | –        | –        |
| Anna Maria Cancellieri     | 2        | –        | 9        | 78       | 3        | –        |
| Mario Monti                | 2        | –        | –        | –        | –        | –        |
| Alessandra Mussolini       | –        | 15       | 5        | –        | –        | –        |
| Sergio De Caprio           | –        | 9        | 7        | –        | –        | 8        |
| Cosimo Sibilia             | –        | 7        | –        | –        | –        | –        |
| Rosy Bindi                 | –        | 6        | –        | –        | –        | –        |
| Paola Severino             | –        | 5        | –        | –        | –        | –        |
| Silvio Berlusconi          | –        | 4        | –        | –        | –        | –        |
| Pier Luigi Bersani         | –        | 4        | –        | –        | –        | –        |
| Ricardo Antonio Merlo      | –        | 3        | 4        | –        | –        | –        |
| Pierluigi Castagnetti      | –        | 2        | 2        | –        | –        | –        |
| Michele Cucuzza            | –        | 2        | –        | –        | –        | –        |
| Arnaldo Forlani            | –        | 2        | –        | –        | –        | –        |
| Pietro Grasso              | –        | 2        | –        | –        | –        | –        |
| Maria Grazia Maniscalco    | –        | 2        | –        | –        | –        | –        |
| Antonio Palmieri           | –        | 2        | 5        | –        | –        | –        |
| Claudio Sabelli Fioretti   | –        | 2        | 8        | –        | –        | –        |
| Daniela Santanchè          | –        | 2        | –        | –        | –        | –        |
| Santo Versace              | –        | 2        | –        | –        | –        | –        |
| Ilaria Borletti Buitoni    | –        | –        | 3        | –        | –        | –        |
| Gianroberto Casaleggio     | –        | –        | 3        | –        | –        | –        |
| Fabrizio Cicchitto         | –        | –        | 3        | –        | –        | –        |
| Gherardo Colombo           | –        | –        | 3        | –        | –        | –        |
| Ermanno Leo                | –        | –        | 3        | –        | –        | –        |
| Roberto Di Giovan Paolo    | –        | –        | 2        | –        | –        | –        |
| Antonio Martino            | –        | –        | 2        | –        | –        | –        |
| Nicolò Pollari             | –        | –        | 2        | –        | –        | –        |
| Rosario Monteleone         | –        | –        | –        | –        | 15       | –        |
| Claudio Zin                | –        | –        | –        | –        | 4        | –        |
| Andere kandidaten          | 18       | 41       | 44       | 7        | 14       | 6        |
| Blanco                     | 104      | 418      | 465      | 15       | 445      | 10       |
| Ongeldige stemmen          | 15       | 14       | 47       | 4        | 17       | 12       |
| Absenties                  | 8        | 59       | 58       | 275      | 266      | 10       |
| Totaal                     | 1.007    | 1.007    | 1.007    | 1.007    | 1.007    | 1.007    |
| Bron: Parlement van Italië |          |          |          |          |          |          |